# Suppressionnisme et inclusionnisme sur Wikipédia
 (avril 2025).
 (mars 2025).
 (mars 2025).
Le contenu est difficilement compréhensible vu les erreurs de traduction, qui sont peut-être dues à l'utilisation d'un logiciel de traduction automatique.
 (mars 2025).
Améliorez-le ou discutez des points à vérifier. 
Le suppressionnisme et l'inclusionnisme sont des philosophies opposées qui se sont développées au sein de la communauté wikipédienne. Ces termes reflètent des opinions divergentes sur la portée appropriée de l'encyclopédie et les tendances à supprimer ou à inclure un article encyclopédique donné.
Les partisans du suppressionnisme sont pour une couverture sélective et la suppression d’articles considérés comme n'ayant pas un grand intérêt encyclopédique. Les points de vue suppressionnistes sont généralement motivés par le désir que Wikipédia se concentre sur des sujets importants, par le désir de placer un plafond ferme sur la prolifération de l'utilisation promotionnelle (considérée comme un abus du site Web), par le désir de supprimer les anecdotes et les articles qui, à leur avis, n'ont aucun intérêt général, manquent de matériel source approprié pour une couverture de haute qualité, sont trop courts, ont une qualité inacceptablement médiocre,,, ou peuvent entraîner une surcharge de maintenance inutile pour la communauté.
Les partisans de l'inclusionnisme sont pour une conservation à grande échelle, y compris la conservation d’articles peu visionnés et d’articles jugés de qualité inférieure. Les points de vue inclusionnistes sont généralement motivés par le désir de maintenir une large couverture avec un plafond d'entrée beaucoup plus bas pour les sujets couverts, par la conviction qu'il est impossible de dire quelles connaissances sont utiles ou non, que le contenu commence souvent d'une mauvaise qualité et s'améliore au fur et à mesure, qu'il n'y a aucun coût supplémentaire pour Wikipédia, que les lignes arbitraires ne sont pas utiles et peuvent s'avérer contre productives, et que la morale exige d'éviter la suppression du travail d'autres bénévoles. Certains étendent cette possibilité jusqu’à autoriser un plus large éventail de sources, telles que des blogs et d’autres sites internet non légitimes au niveau des sources actuellement acceptées,.
Une position officielle existe disant « Il n'y a pas de limite pratique au nombre de sujets que Wikipédia peut couvrir » mais « Il y a une distinction importante entre ce qui peut être fait et ce qui doit être fait », ce dernier étant l'objet de la politique « Ce que Wikipédia n'est pas ». Elle conclut : « Par conséquent, cette politique ne constitue pas un laissez-passer gratuit pour l'inclusion ». La politique de Wikipédia reste donc assez vague sur ce sujet.

## La face cachée
En raison des préoccupations concernant le vandalisme et la pertinence du contenu, la plupart des wikis nécessitent des politiques concernant l'inclusion. Wikipédia a développé des espaces de résolution de conflit concernant les litiges relatifs aux articles individuels. Ces débats pouvant être initiés par n'importe qui se déroulent sur une page « Débat d'admissibilité »,, (souvent appelée DdA par les éditeurs). De nombreux débats portent non seulement sur le contenu de chaque article, mais aussi sur les différentes manières d'éditer une encyclopédie « idéale ».
À la fin de chaque débat, un contributeur ayant réalisé au moins 500 modifications et ayant 3 mois d'ancienneté juge la qualité du consensus et demande la suppression éventuelles aux administrateurs. Les articles ne nécessitant pas de débat peuvent être signalés et directement supprimés par les administrateurs.
Selon une estimation de 2006, les pages consacrées à la gouvernance et aux politiques de Wikipédia étaient l'un des domaines connaissant la croissance la plus rapide et contenaient environ un quart de son contenu.

### Positions dans la communauté

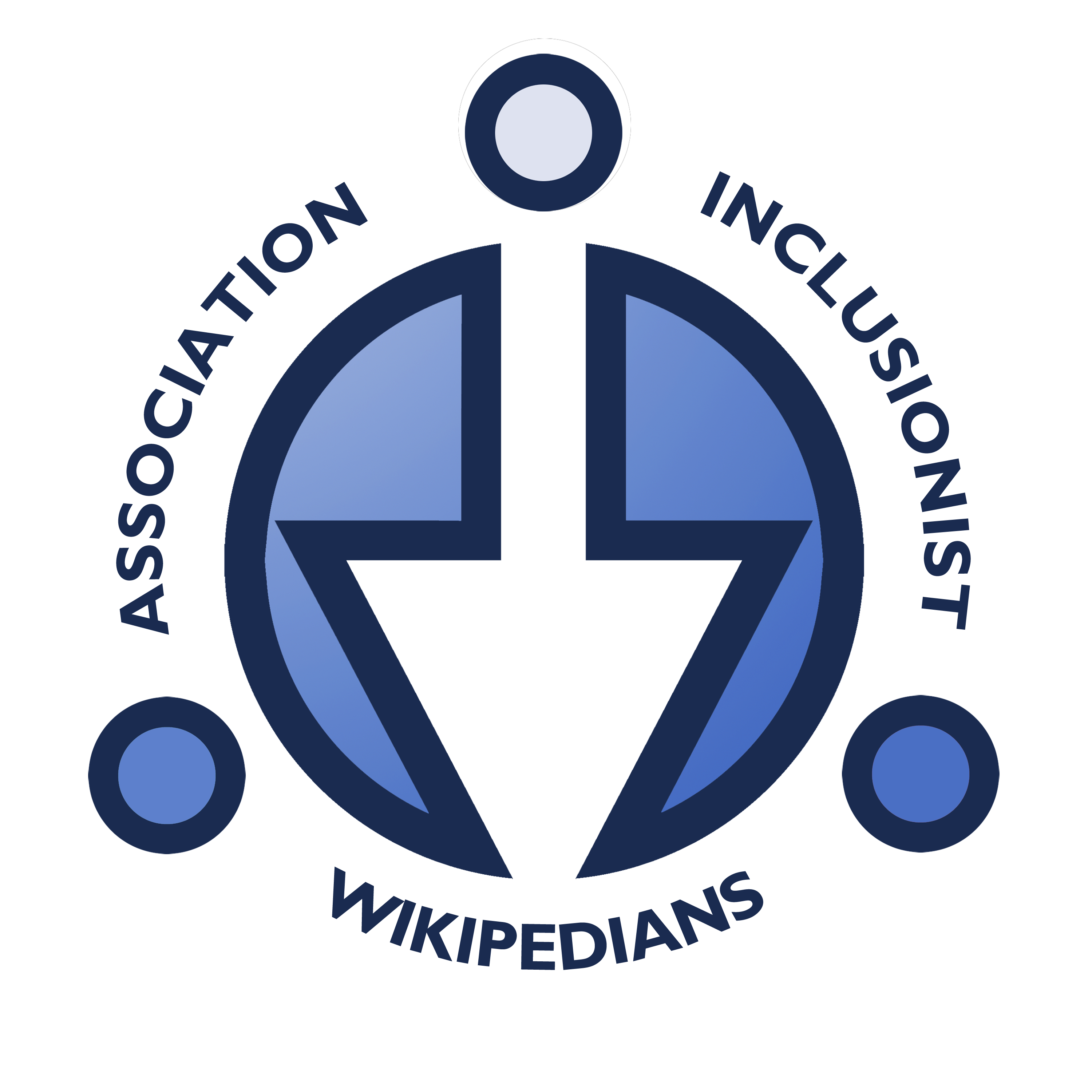
Logo de l'Association of Inclusionist Wikipedians (AIW)

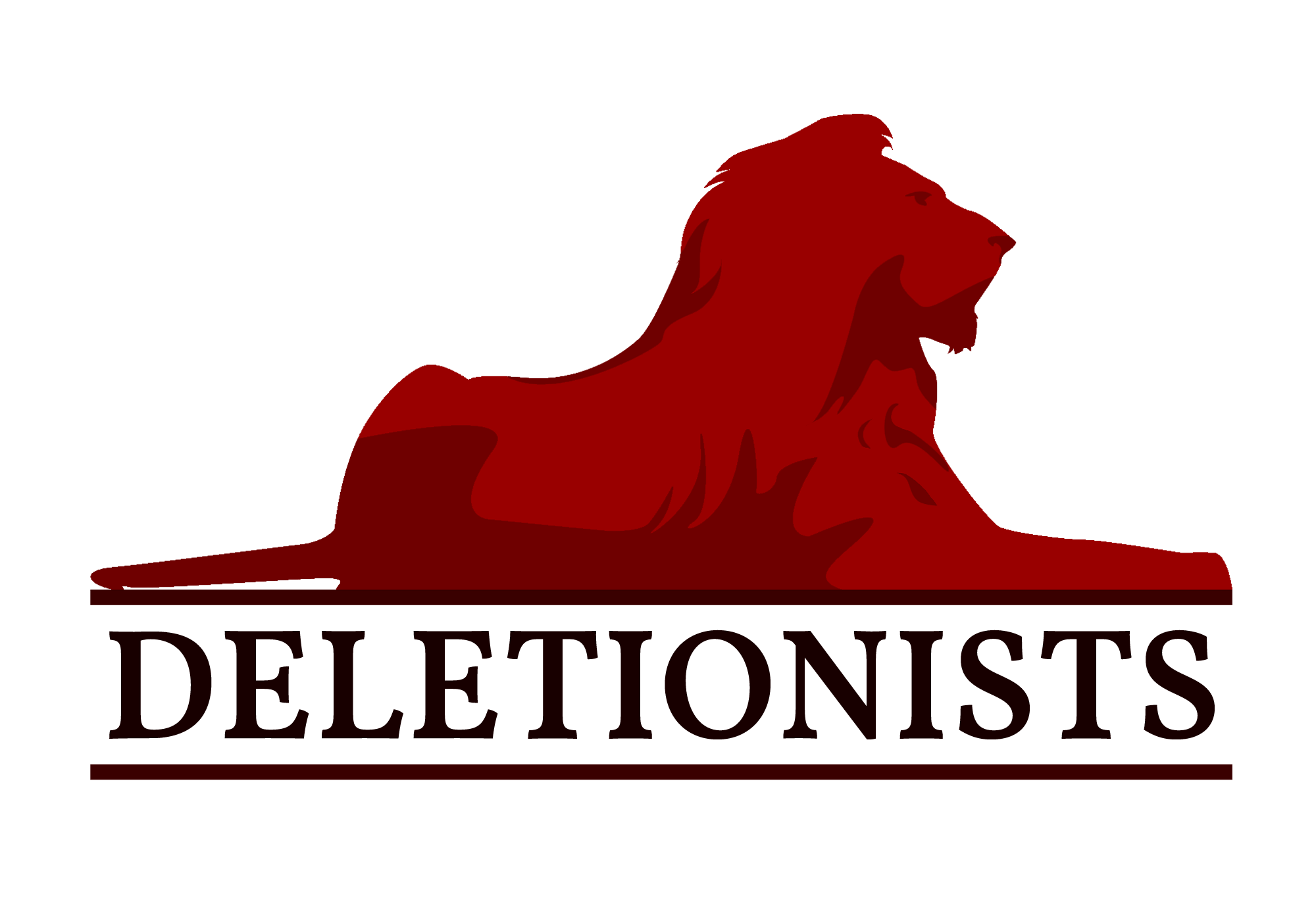
Logo de l'Association of Deletionist Wikipedians (ADW)

Les associations « Association of Inclusionist Wikipedians » et « Association of Deletionist Wikipedians » auraient été fondées par des administrateurs.[Information douteuse]Chacune dispose d’une page Wikimedia répertoriant ses membres, ses chartes et ses principes respectifs. Bien qu'écrits sur un ton humoristique, ils révèlent l'importance perçue de Wikipédia par ses membres.
Les inclusionnistes soutiennent que l’intérêt de quelques-uns est une condition suffisante pour l’existence d’un article puisque ces articles sont inoffensifs et qu’il n’y a aucune restriction d’espace sur Wikipédia,. Privilégiant l'idiosyncratique et le subjectif, un slogan inclusionniste est « Wikipédia n'est pas du papier. »,.
Les suppressionistes privilégient l'objectivité et la conformité, estimant que « Wikipédia n'est pas Google », une « décharge », ou « un dépotoir de faits ». Ils soutiennent que l’intérêt d’un nombre suffisant de personnes est une condition nécessaire à la qualité des articles, et que les articles sur des sujets triviaux nuisent à la crédibilité et au succès de Wikipédia. Ils préconisent l’établissement et l’application de normes et de politiques spécifiques comme une forme de jurisprudence.
Selon le contributeur Geoff Burling, les nouveaux membres sont moins susceptibles d'avoir contribué à supprimer des articles qui auraient dû être conservés avec le recul et ont donc moins appris à faire preuve de prudence dans le processus de suppression. Professeur de journalisme K. G. Schneider a identifié la mentalité de suppression comme se manifestant une fois qu'une encyclopédie passe de la quantité à la qualité.
Début 2007, le cofondateur de Wikipédia, Larry Sanger, s'est identifié comme inclusif, sauf sur certains sujets relatifs à la sexualité, pour son projet Citizendium. L'ancienne directrice exécutive de la Fondation Wikimedia, Katherine Maher, s'identifie également comme inclusionniste. Andrew Lih, un partisan de la suppression devenu inclusif, observe un changement culturel de Wikipédia dans la mesure où l'entreprise est devenue plus prudente. Il a changé de position lorsqu'un article qu'il avait créé sur le site Pownce a été rapidement supprimé par un autre administrateur en tant que publicité.

### Réponses

Logo de Deletionpedia

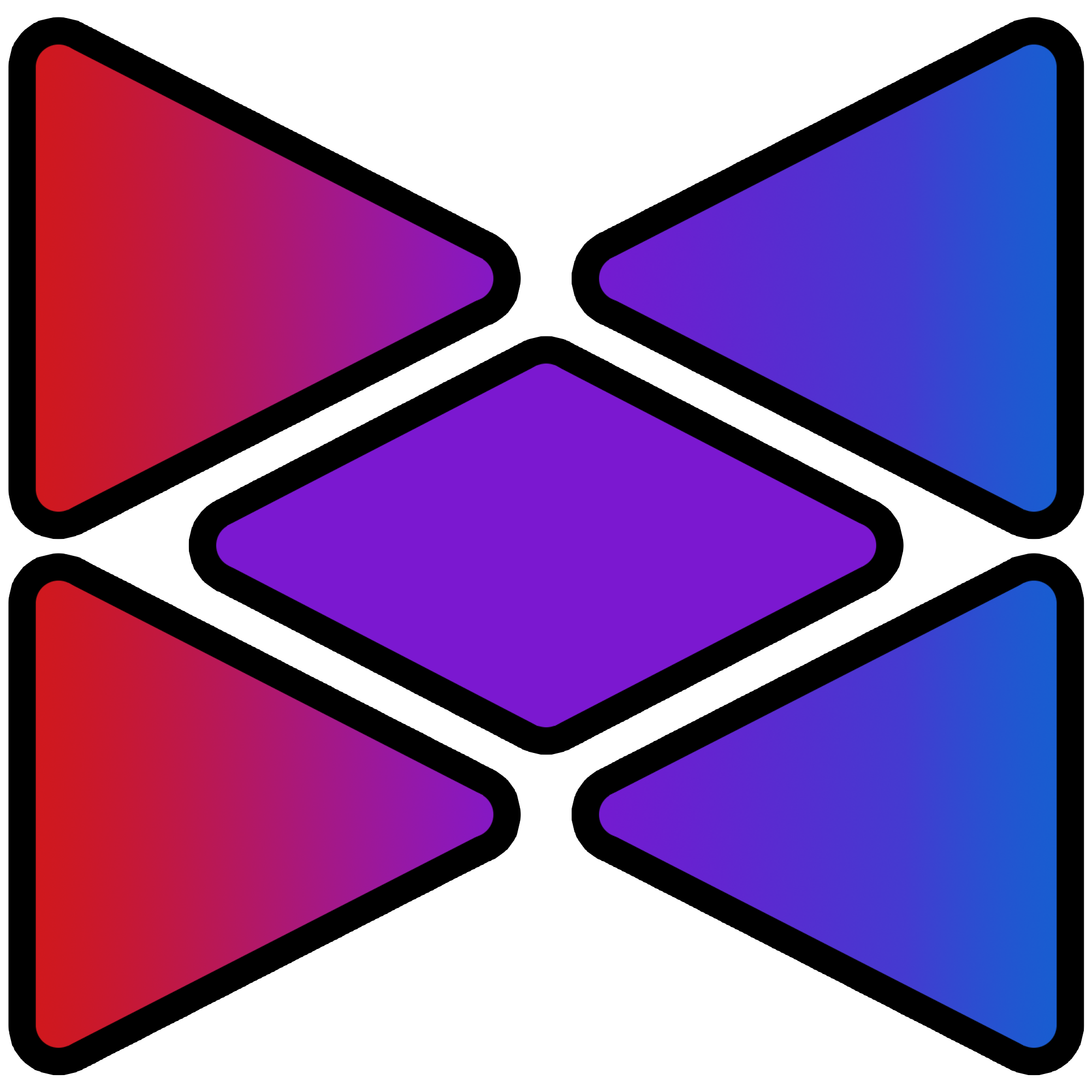
Logo de l'Association of Mergist Wikipedians (AMW)

Deletionpedia est comme une « Wikimorgue », dans laquelle tous les articles supprimés et leurs historiques de modification seraient conservés, sa création a été suggérée comme moyen de fournir une plus grande transparence dans le processus de suppression,.
Afin de trouver un compromis entre ces deux philosophies, l'association « Association of Mergist Wikipedians » créée en Novembre 2024, met l'accent sur la possibilité de fusionner plusieurs articles ensemble comme alternative à la suppression pure et dure du contenu et à la conservation de petites ébauches. La fusion s'effectue en déplaçant le contenu pertinent d'un article vers un autre article et de rediriger l'ancien vers le nouveau.

## Critique
Le documentariste Jason Scott a souligné l'énorme quantité d'efforts gaspillés dans les débats sur la suppression. Les débats sur la suppression peuvent contribuer à la dissociation de la communauté, à la restriction de l’information, ou à une diminution du taux de création d’articles, ce qui suggère une diminution de l'engouement et de la motivation des éditeurs. Être explicitement qualifié d’inclusionniste ou de suppressionniste peut détourner la question du véritable débat. Néanmoins, certains ont observé que l’interaction entre les deux groupes peut en réalité aboutir à une amélioration de la qualité globale du contenu.
Paul Graham, cofondateur de l'accélérateur de startups et investisseur providentiel Y Combinator, sur une page intitulée « Idées de startups que nous aimerions financer », énumère « des alternatives plus ouvertes à Wikipédia », dans lesquelles il déplore :
« Les suppresseurs règnent sur Wikipédia. Ironiquement, ils sont limités par la pensée de l’ère de l’impression. Quel mal y a-t-il à ce qu’une référence en ligne contienne une longue liste d’articles qui n’intéressent que quelques personnes, tant que tout le monde peut toujours trouver ce qu’il cherche ? Il y a de la place pour faire à Wikipédia ce que Wikipédia a fait à Britannica. »
Le romancier Nicholson Baker a raconté comment un article sur le poète Richard Denner a été supprimé comme « non notable », et a critiqué le comportement des rédacteurs vigilants sur Wikipédia dans « The New York Review of Books », :
« Il y a maintenant sur Wikipédia des gens qui sont de véritables tyrans, qui prennent plaisir à détruire et à se moquer du travail des autres, allant même jusqu'à rire d'un « Engrish ». Ils attaquent des articles d'avertissements, de manque de références et font des demandes de suppressions jusqu'à ce que celui-ci disparaisse.
De tels débats ont donné lieu à la création de sites internet critiques à l’égard de Wikipédia, tels que Wikitruth, qui surveille les articles risquant d’être supprimés. Brian McNeil, rédacteur en chef de Wikinews, aurait déclaré que chaque encyclopédie connaît des conflits internes, la différence étant que celles de Wikipédia sont publiques.

## Recherche scientifique
Lors de la Conférence sur les arts et la culture numériques de 2005, les deux groupes ont été présentés comme des exemples parmi « l'éventualisme » et « l'immédiatisme » dans une architecture de participation à grande échelle réussie. L'existence de ces groupes a été mentionnée dans une étude de la Harvard Business School qui a examiné le débat sur la suppression d'un article sur Web 2.0.
L'Institut national de recherche pédagogique (INRP) en France, dans des études de cas sur Wikipédia, a indiqué que même s'il était difficile de mesurer l'influence des groupes en avril 2006, leur existence est révélatrice de la dynamique interne de Wikipédia, composée d'identités multiples, et peut jouer des rôles de plus en plus importants.
Dans le Journal of the Association for Information Science and Technology, une étude sur la dynamique sociale de Wikipédia a qualifié l'inclusionnisme et la suppressionnisme comme les deux associations les plus importantes au sein de Wikipédia. Ils observent que les utilisateurs occupant le même poste (administrateur, etc.) peuvent avoir des points de vue différents, et que « la diversité des préférences des membres et le faible coût de formation ou de changement d'association peuvent encourager la scission d'une association existante ou l'évolution de nouveaux groupes ». Parallèlement, les associations peuvent contribuer à mieux critiquer les politiques existantes et à trouver et réaliser des points de convergence.
Le futurologue Vasilis Kostakis a soutenu que l'existence d'un conflit entre suppressionnisme et inclusionnisme illustre le modèle de gouvernance imparfait de Wikipédia et l'ambiguïté de ses règles qui ne peuvent être résolues que par le conflit.

## Wikipédias en d'autres langues
Étant donné que les communautés des différentes versions linguistiques de Wikipédia établissent leurs propres normes de notoriété, elles ont dans certains cas divergé considérablement. Écrire pour Die Zeit, Kai Biermann décrit le Wikipédia allemand comme étant dominée par des « exclusionnistes », alors qu'il qualifie le Wikipédia anglais d'« inclusionniste », bien que l'auteur de c't, Torsten Kleinz, ait commenté que le Wikipédia anglais exige depuis plusieurs années que les utilisateurs aient des comptes enregistrés pour créer des articles, ce que le Wikipédia allemand ne fait pas. Un débat de fin 2009 sur l'inclusion de plusieurs articles a conduit à des critiques dans la blogosphère allemande d'une telle véhémence et d'un tel volume que le Wikimedia allemand a organisé une réunion avec plusieurs blogueurs et administrateurs du Wikipédia allemand concernant les critères de notoriété du Wikipédia allemand et a publié un communiqué de presse.